# Космічні брати
Космічні брати (пол. Kosmiczni bracia) — науково-фантастичний роман Крістофера Боруня й Анджея Трепки, вперше надрукований 1959 року. Друге видання 1987 року вийшло у друк зі змінами та доповненнями, враховуючи погляди і дослідження вчених кінця ХХ століття.  
Космічні брати — третя книга космічної трилогії. Попередні: Загублене майбуття (1954) і Проксима (1955).

## Сюжет
Експедиція Землян встановлює контакт з інопланетною цивілізацією Urpianami, де жили триногі, великоголові істоти. Ця цивілізація відрізнялась розвиненим на найвищому рівні радіозв'язком. Urpianie, за допомогою своїх приладів, спостерігали за діями людей ще в системі Proximy. Вони беруть контроль над частиною земної експедиції, і проводять генетичні експерименти. Результатом їхніх досліджень став хлопчик Лу, який почав прискорено рости й отримав від Urpian нові знання про радіозв'язок.
Член екіпажу Дейзі Браун і Лу перешкоджають намірам Urpian проводити подальші експерименти над землянами. Під час проведення переговорів між землянами та представниками розвиненої цивілізації, було встановлено, що непорозуміння між ними виникали через діаметральні психофізичні відмінності. Після домовленостей екіпаж корабля повертається до Сонячної системи під супроводом A-Cis Urpian.
У той час,  Землю захопили кремнієво органічні сілікоки — бактерії, очолених розумними істотами Сіліхомідами (пол. Silihomidów). Боротьба з ними була вкрай важка, на деяких територіях Землі були застосовані водневі бомби. Люди зазнають поразку за поразкою і готуються до повної міграції на Венеру і Марс. Від остаточної загибелі Землі рятує технологія «mido» застосована A-Cis Urpian.